# Pawel Sergejewitsch Tonkow

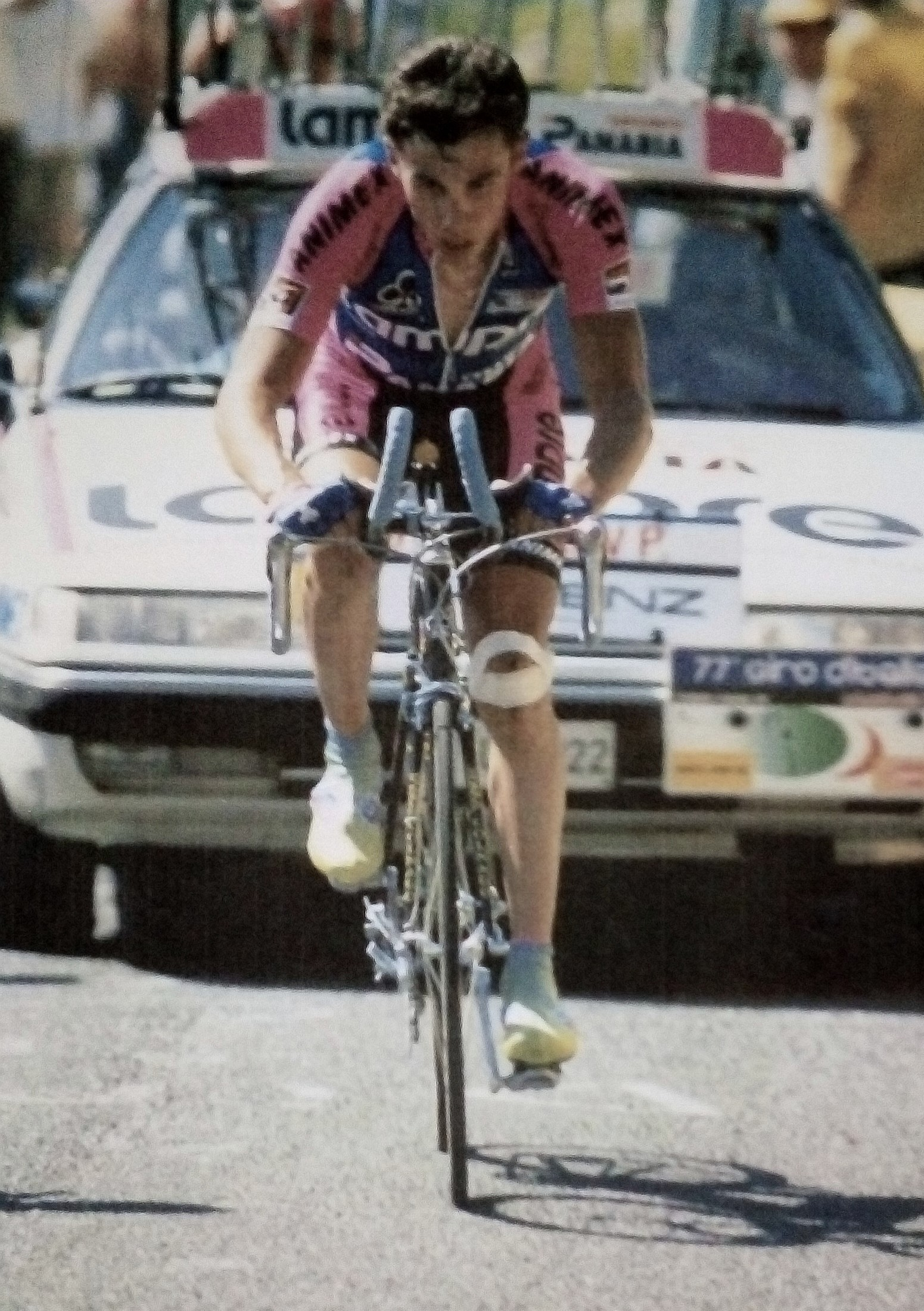
Pavel Tonkow (1994)

Pawel Sergejewitsch Tonkow (russisch Павел Сергеевич Тонков; * 9. Februar 1969 in Ischewsk) ist ein ehemaliger russischer Radrennfahrer.
Er begann zunächst mit dem Schwimmsport, nach einem Zerwürfnis mit seinem Trainer probierte er es mit dem Radsport und blieb dabei. Sein Talent führte ihn nach kurzer Zeit in die Trainingsgruppe des ehemaligen Olympiasieger Wiktor Kapitinow. Nachdem Tonkov 1987 Juniorenweltmeister im Straßenrennen wurde und als Amateur 1988 die Hessen-Rundfahrt, 1989 die Slowakei-Rundfahrt und 1990 eine Etappe im Milk Race gewann, wurde er 1992 Profi beim russischen Radsportteam Russ. Von 1993 bis zu seinem Karriereende fuhr er meistens für italienische Mannschaften und war auch am erfolgreichsten bei italienischen Rennen. Neunmal belegte er einen Platz unter den ersten Zehn der Gesamtwertung des Giro d’Italia. Bei seinen ersten beiden Teilnahmen 1992 sowie 1993 wurde er Siebter bzw. Fünfter und gewann jeweils die Nachwuchswertung. Sein größter Karriereerfolg gelang ihm mit dem Gesamtsieg des Giro d’Italia 1996. 1997 und 1998 wurde er jeweils Zweiter. Insgesamt gewann er sieben Etappen des Giro d’Italia, zuletzt 2004. 1997 gewann er die Rennserie Trofeo dello Scalatore.

## Palmarès

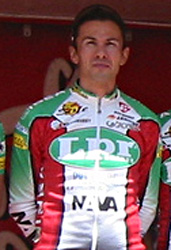
Pawel Tonkow 2005

1987
- Juniorenweltmeisterschaften – Straßenrennen

1988
- Gesamtwertung Hessen-Rundfahrt

1989
- Gesamtwertung Slowakei-Rundfahrt

1995
- Gesamtwertung Tour de Suisse

1996
- Gesamtwertung und eine Etappe Giro d’Italia

1997
- Giro dell’Appennino
- Gesamtwertung Tour de Romandie
- drei Etappen Giro d’Italia

1998
- Giro dell’Appennino
- eine Etappe Giro d’Italia

1999
- LuK Cup

2002
- eine Etappe Giro d’Italia

2004
- eine Etappe Giro d’Italia

2005
- Clásica Alcobendas

## Grand-Tour-Platzierungen
| Grand Tour            | 1992 | 1993 | 1994 | 1995 | 1996 | 1997 | 1998 | 1999 | 2000 | 2001 | 2002 | 2003 | 2004 |
| --------------------- | ---- | ---- | ---- | ---- | ---- | ---- | ---- | ---- | ---- | ---- | ---- | ---- | ---- |
| Giro d’ItaliaGiro     | 7    | 5    | 4    | 6    | 1    | 2    | 2    | –    | 5    | –    | 5    | DNF  | 13   |
| Tour de FranceTour    | –    | –    | DNF  | DNF  | –    | –    | –    | DNF  | –    | –    | –    | –    | –    |
| Vuelta a EspañaVuelta | –    | –    | –    | –    | –    | DNF  | –    | 4    | 3    | –    | 67   | –    | DNF  |

## Teams
- 1992 Russ-Lotto
- 1993 Lampre-Polti
- 1994–1995 Lampre-Panaria
- 1996 Panaria-Vinavil
- 1997 Mapei-GB
- 1998 Mapei-Bricobi
- 1999 Mapei-Quick Step
- 2000 Mapei-Quick Step
- 2001 Mercury-Viatel
- 2002 Lampre-Daikin
- 2003 CCC-Polsat
- 2004 Vini Caldirola-Nobili Rubinetterie
- 2005 Team L.P.R.